# Heinz Körvers
Heinrich Theodor „Heinz” Körvers  (Bönninghardt, 1915. július 3. – Sztálingrád, 1942. december 29.) olimpiai bajnok német kézilabdázó.
Részt vett az 1936. évi nyári olimpiai játékokon, amit Berlinben rendeztek. A kézilabdatornán játszott, amit a német válogatott meg is nyert. A csapat veretlenül lett bajnok és mindenkit nagy arányban győztek le.
Civil foglalkozása bányász volt. A második világháborúban tűnt el Sztálingrád mellett 1942. december 29-én. Hivatalosan 1954. március 31-én nyilvánították halottnak és a halála időpontjaként 1945. december 31-ét jelölték meg.